# بربيت أخضر غربي
بربيت أخضر غربي (الاسم العلمي: Pogoniulus coryphaeus) (بالإنجليزية: Western Green-tinkerbird)‏ هو نوع من الطيور يتبع جنس البربيت الصفاح من الفصيلة البربيتية.